# أحمد عمر (لاعب كرة قدم)
أحمد محمد إبراهيم عمر هوساوي (مواليد 14 يونيو 2003) هو لاعب كرة قدم سعودي يلعب حاليًا في نادي أحد.

## الحياة الشخصية
هو شقيق اللاعب عمر محمد.